# Abucay
Abucay est une municipalité de la province de Bataan aux Philippines située à 119 km au nord-ouest de Manille.

## Barangays
Abucay est subdivisée en 9 unités administratives : les barangays de Bangkal, Calaylayan, Capitangan, Gabon, Laon, Mabatang, Omboy, Salian et Wawa.

## Histoire
L'écrivain et imprimeur Tomás Pinpin, né à Abucay, est connu pour avoir publié le Librong Pagaaralan nang mga Tagalog nang Uicang Castilla en tagalog en 1610.
L'histoire d'Abucay a été marquée par deux événements majeurs :
- le massacre du 23 juin 1647,
- la bataille de Bataan en 1942.

## Économie et tourisme

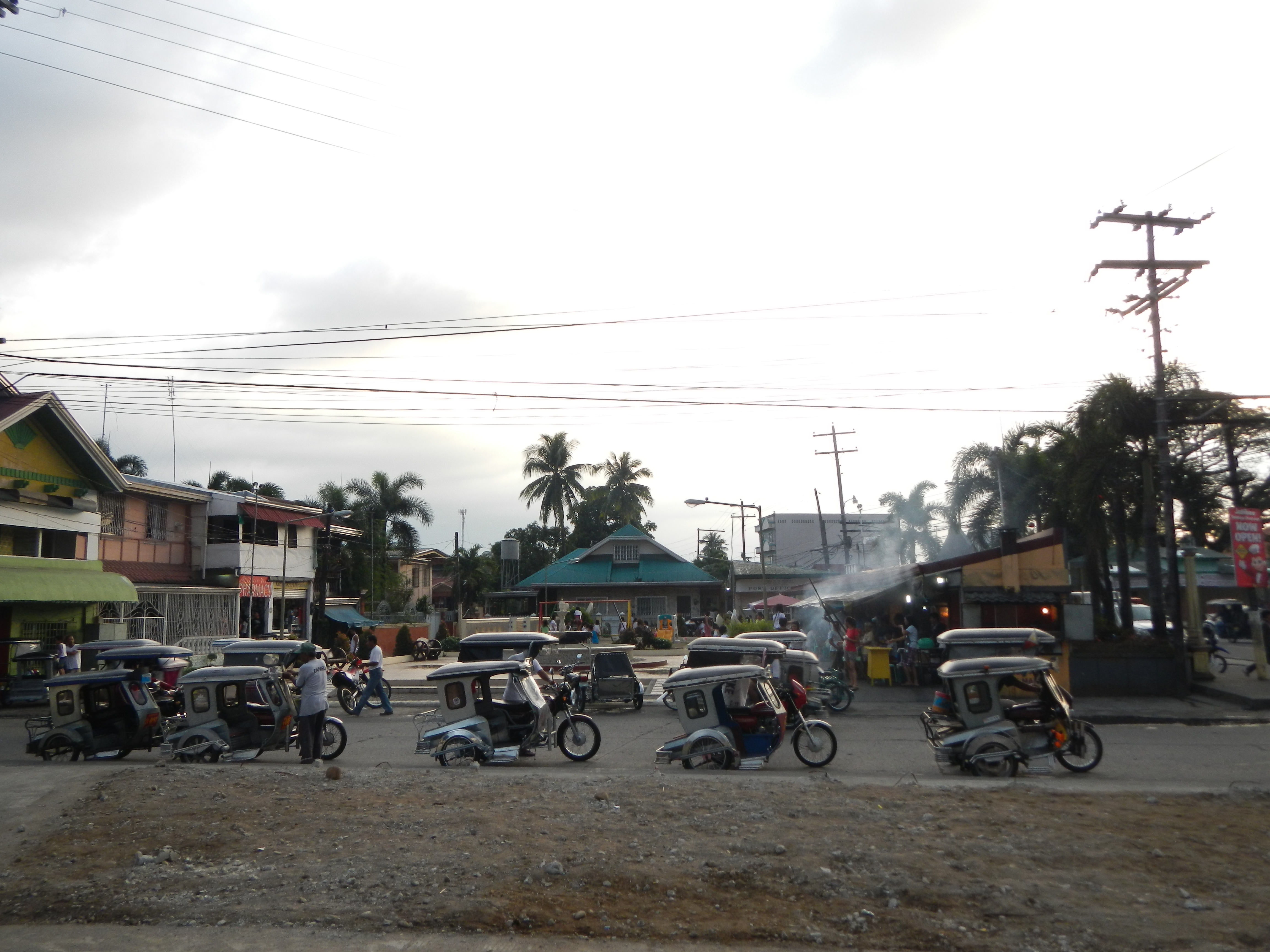
Place.
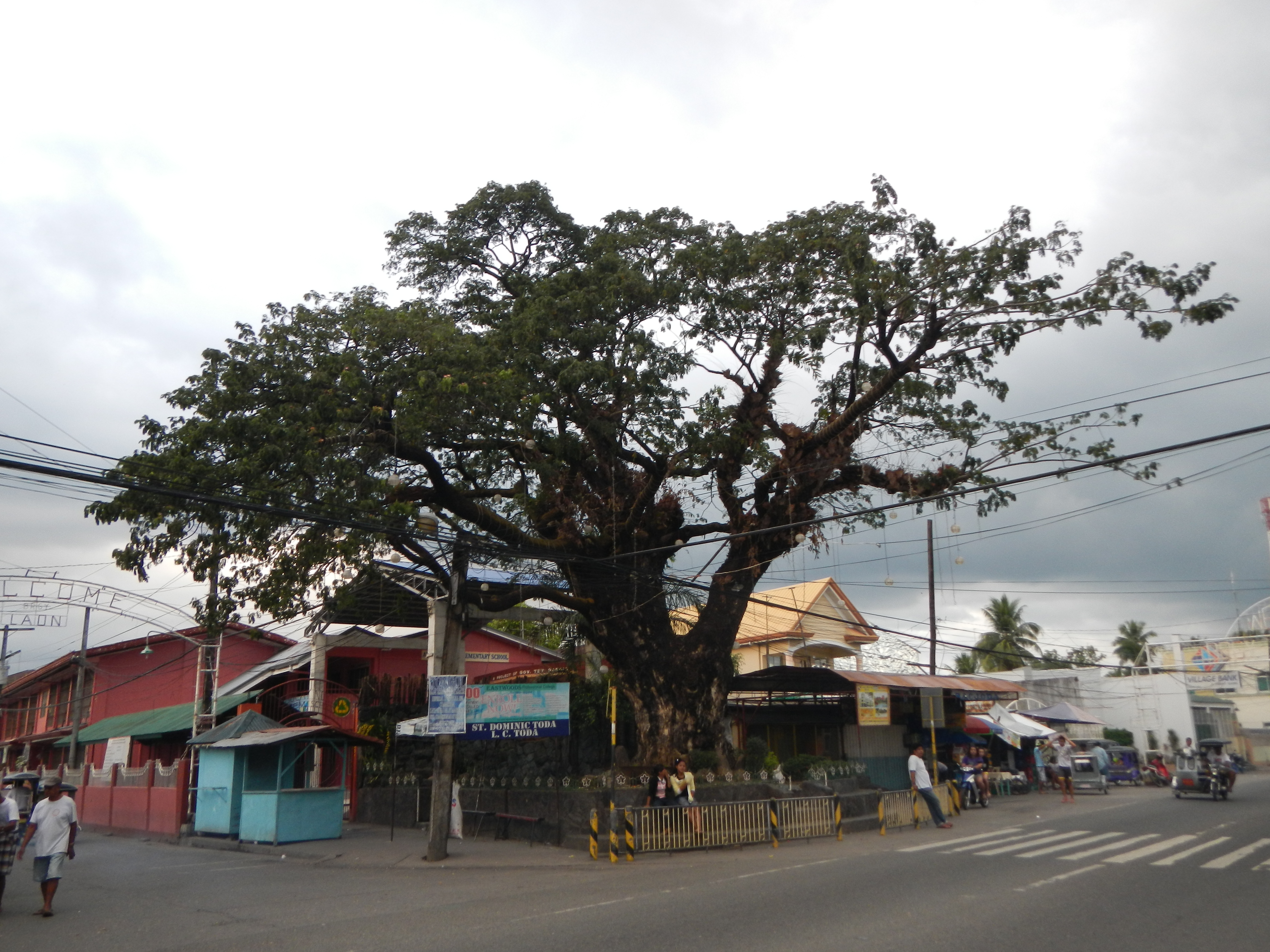
Carrefour.
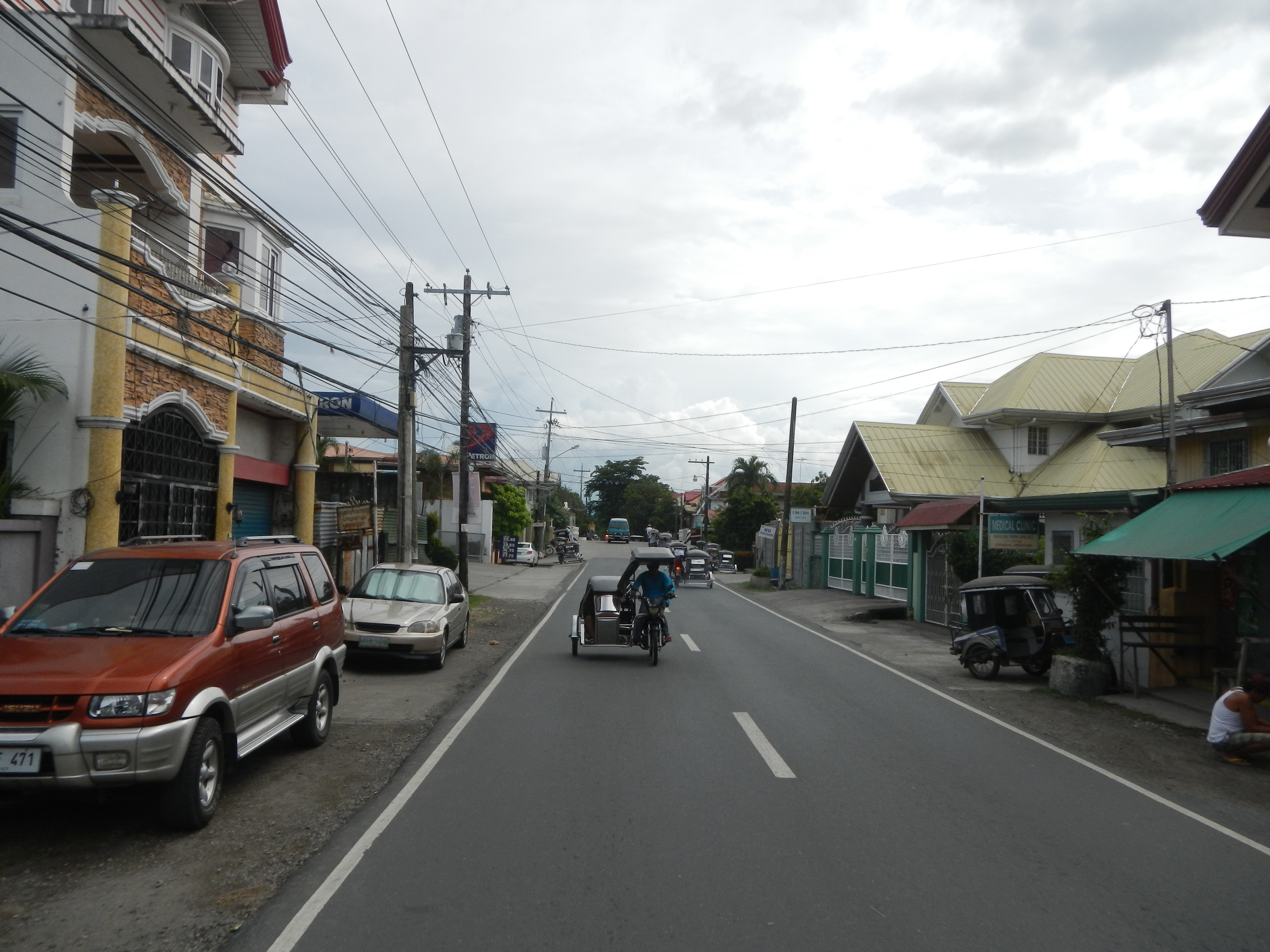
Rue dans le barangay de Laon.
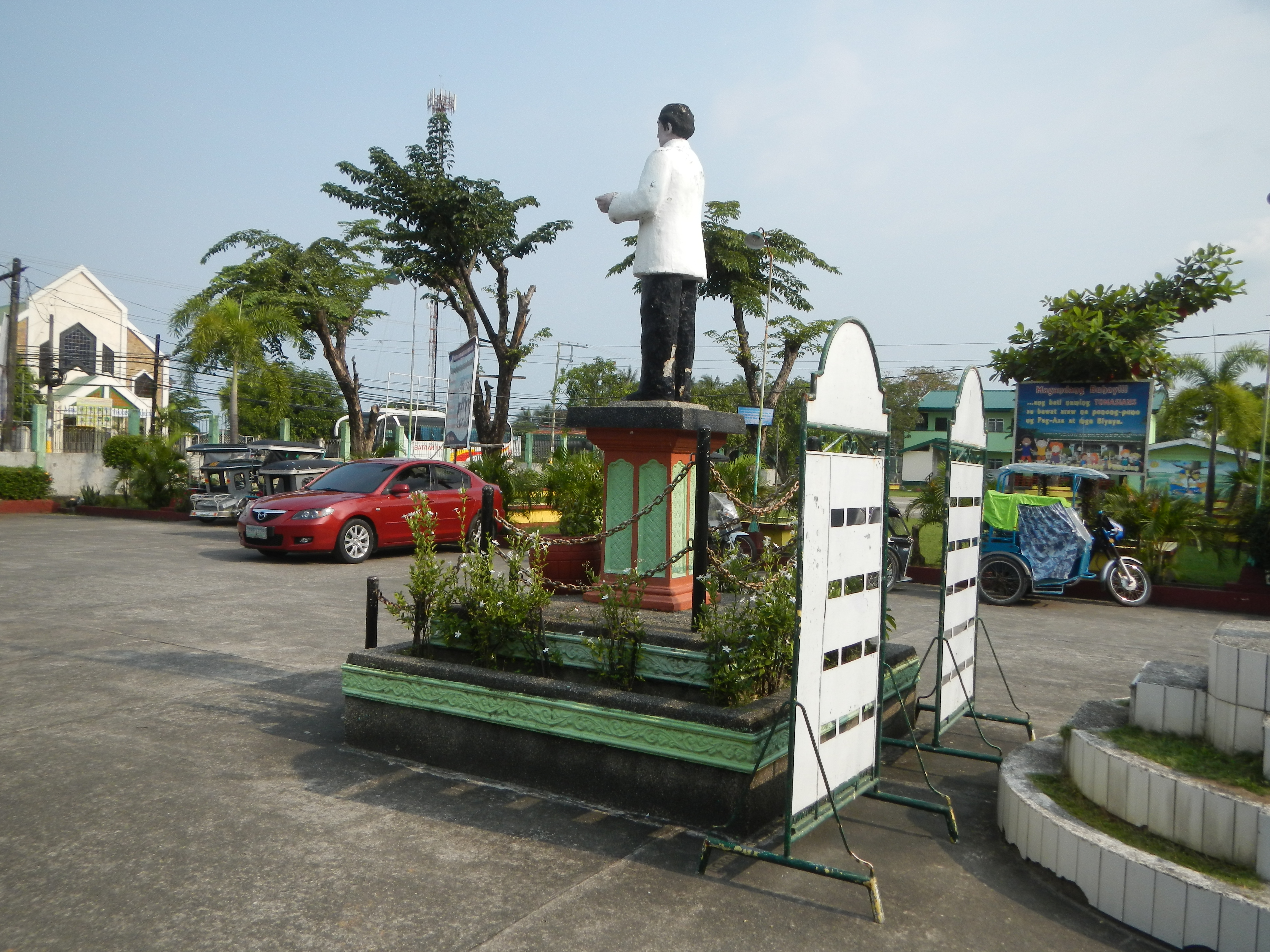
Monument célébrant Tomás Pinpin.
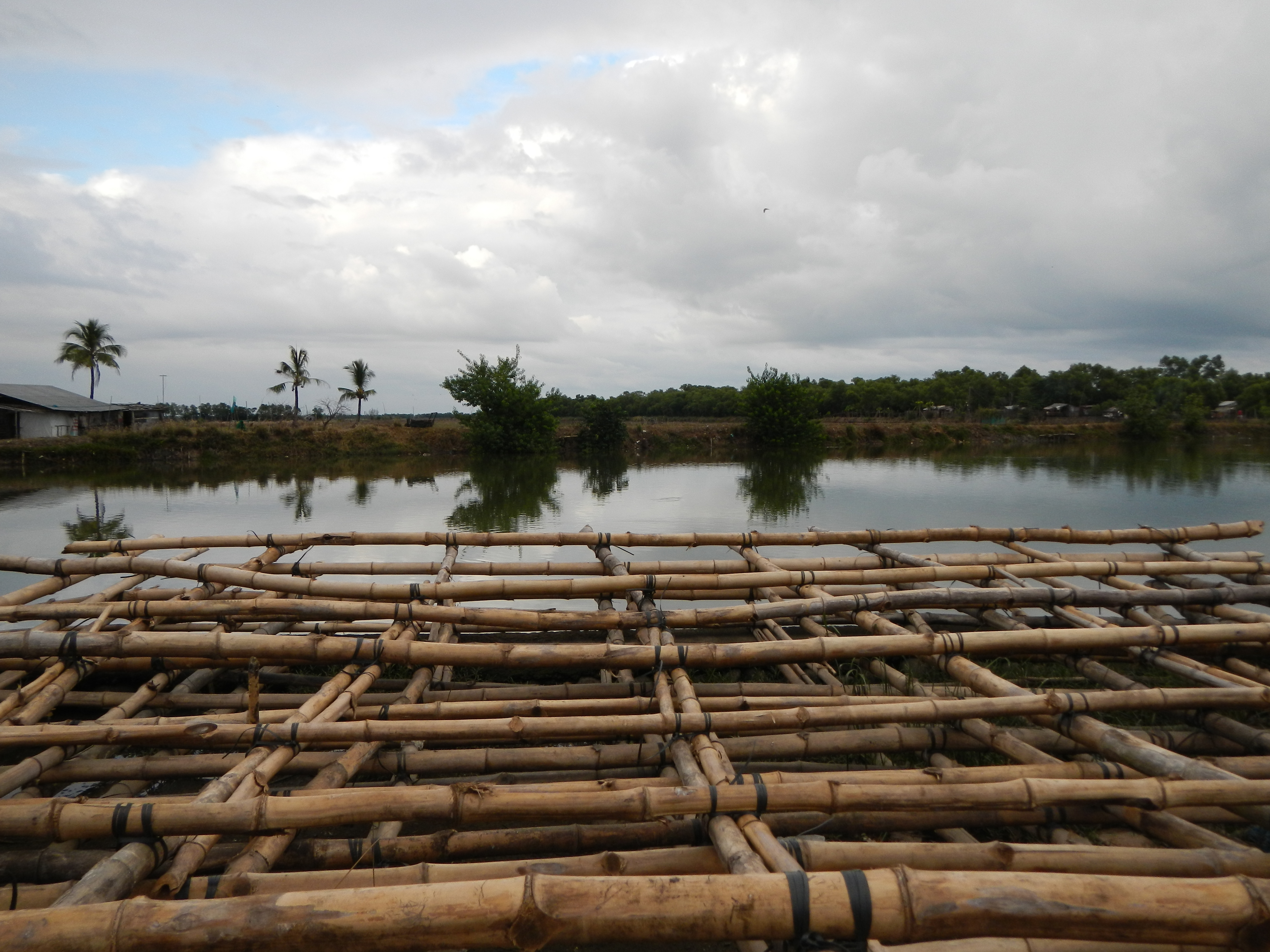
Bambous pour la mytiliculture.
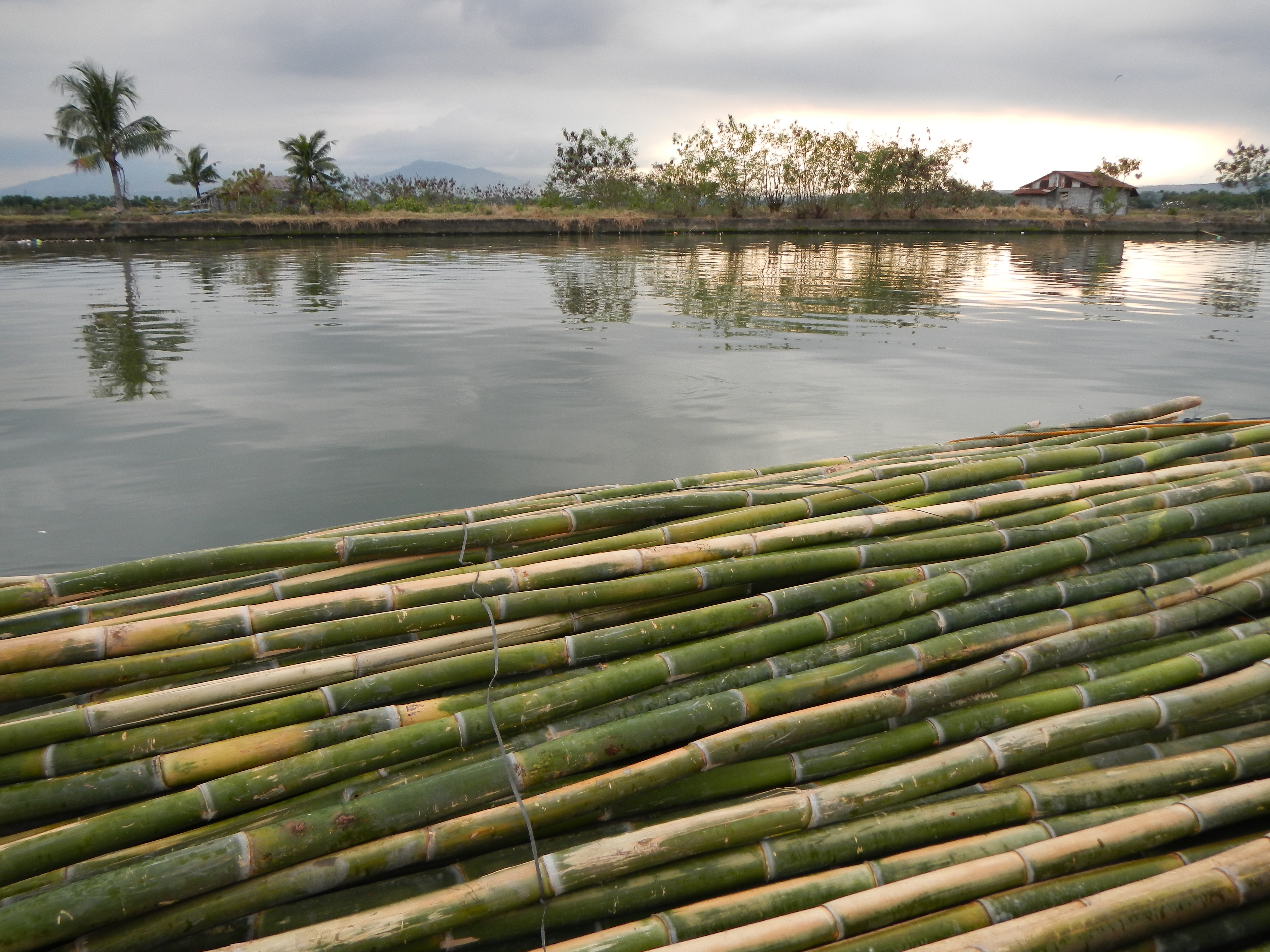
Lot de bambous.
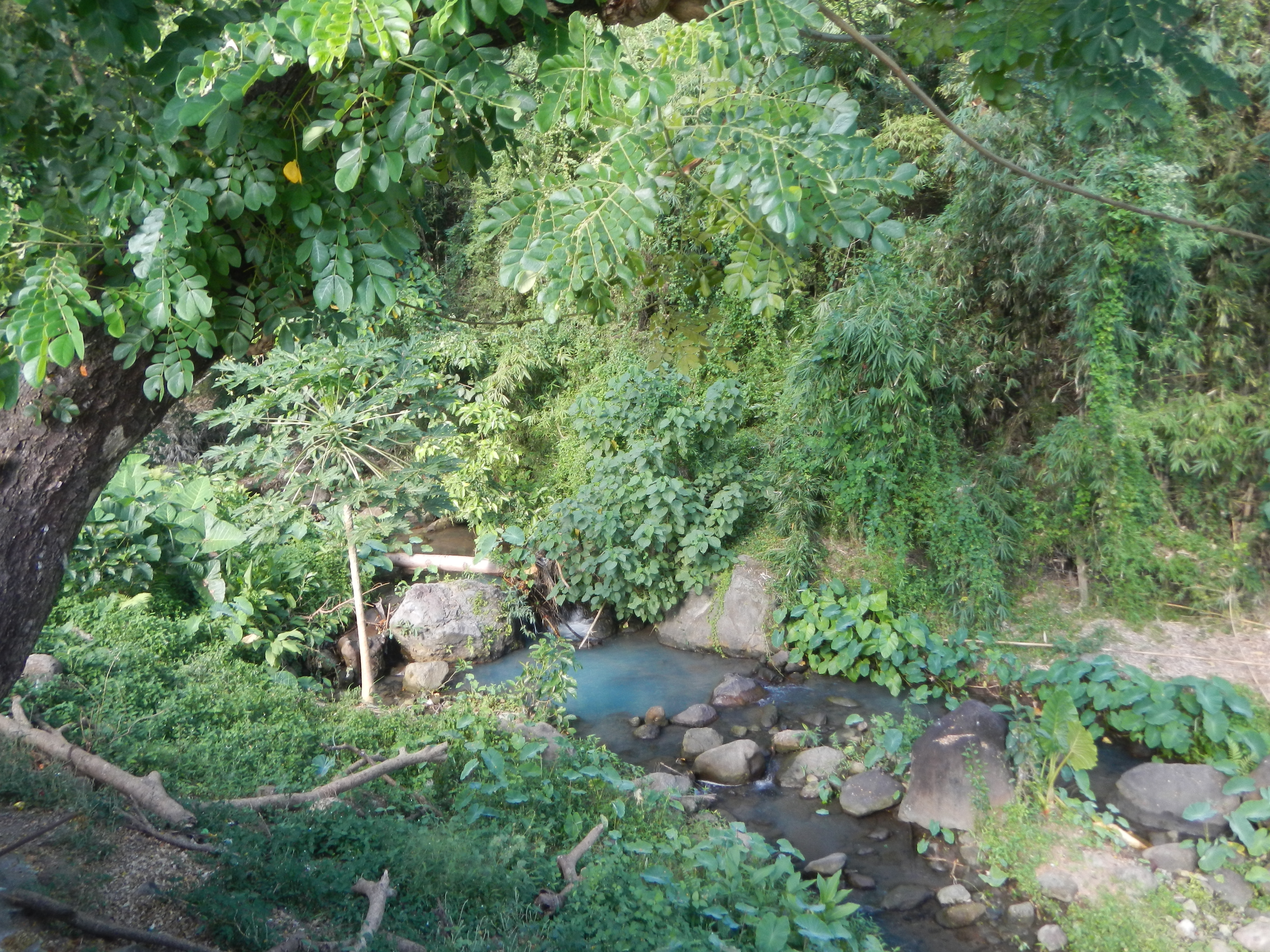
Source dans le parc aquatique de Sibul.
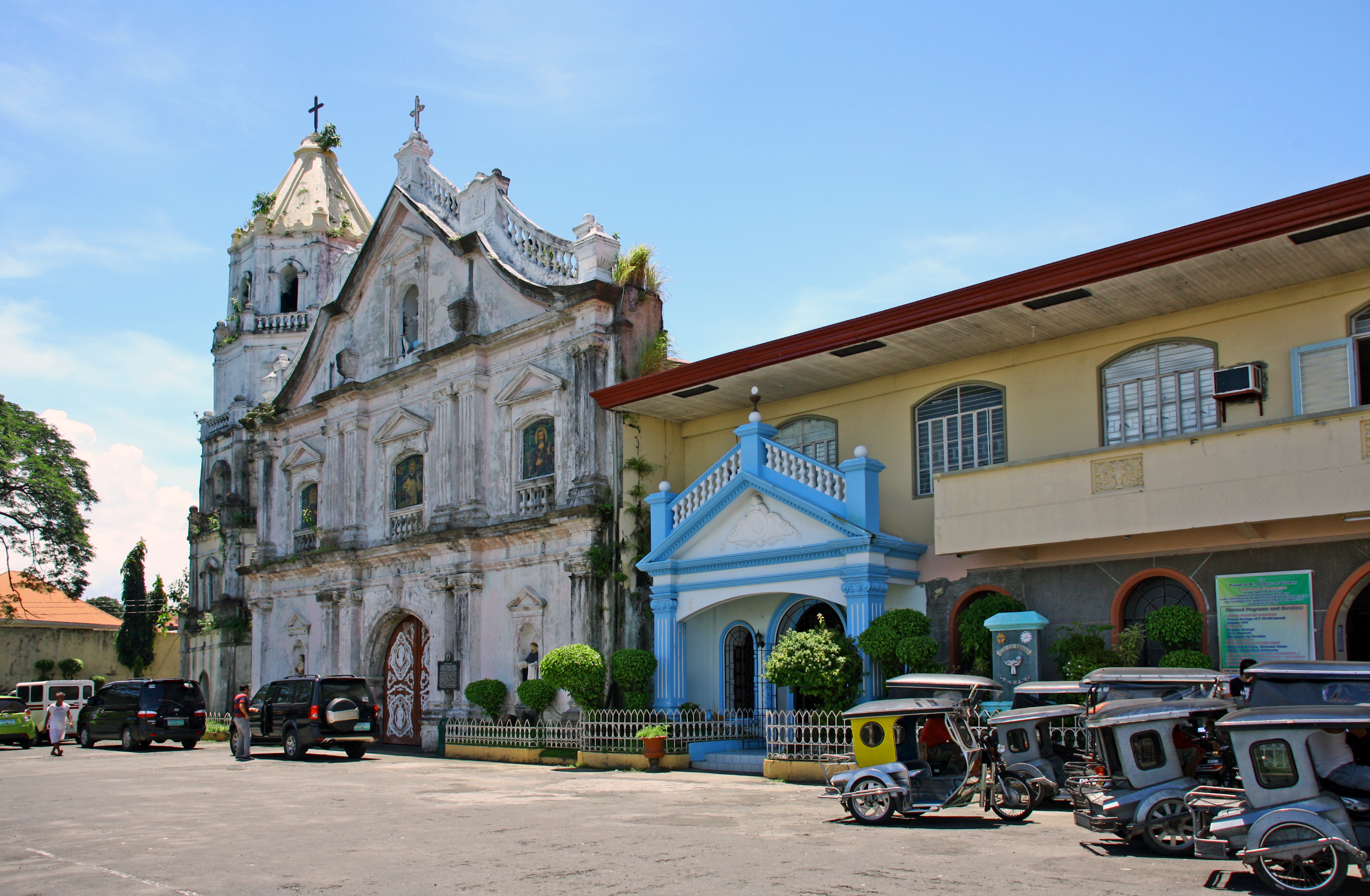
Façade de l'église Santo Domingo d'Abucay construite en 1587.